# Geron opacus
Geron opacus är en tvåvingeart som beskrevs av Wray Merrill Bowden 1971. Geron opacus ingår i släktet Geron och familjen svävflugor. Inga underarter finns listade i Catalogue of Life.